# AutoPASS

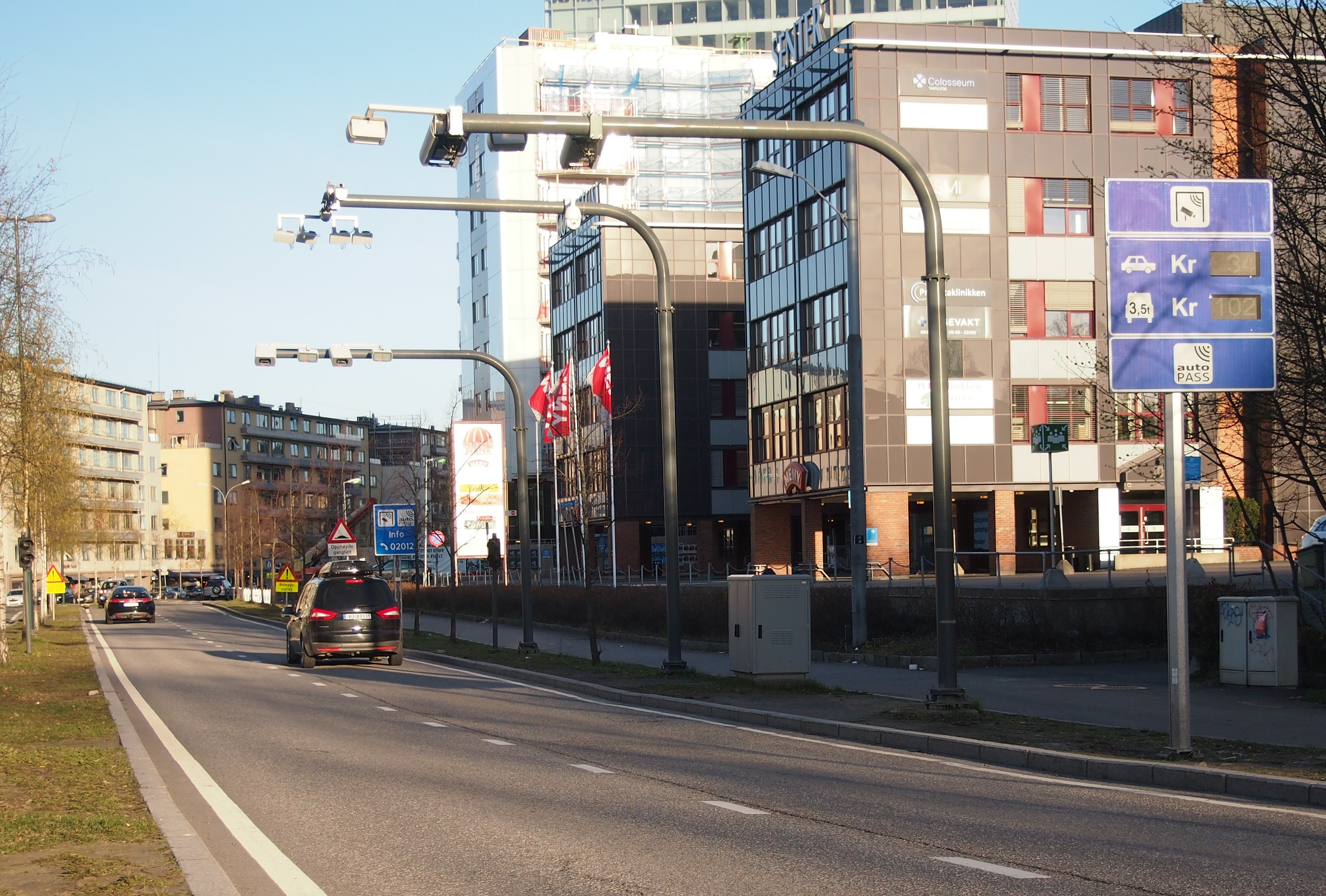
Mautstation in Oslo

AutoPASS ist ein norwegisches System für die elektronische Mauterhebung in automatischen Mautstellen. Das System gehört der Behörde Statens vegvesen.

Norwegisches Verkehrszeichen 792.30: Automatische Mautstation

Ein AutoPASS-Mauttransponder ist ein drahtloser Sender, mit dem Autofahrer automatische Bezahlungsanlagen schneller passieren zu können. AutoPASS basiert auf Dedicated Short Range Communication (DSRC), einer Mikrowellentechnik im 5,8-GHz-Bereich. Mautpflichtige Straßen bestehen an mehreren Orten in Norwegen. Alle Mautstationen in Norwegen sind automatisch mit Ausnahme einigen Fähren.
AutoPASS ist Mitglied von EasyGo. EasyGo ist ein Gemeinschaftsunternehmen von Norwegen, Schweden, Dänemark und Österreich. Dies ermöglicht beim Passieren von Mautstraßen, Fähren und Brücken die Nutzung von nur einem elektronischen Mauttransponder in allen vier Ländern.
Bei Fahrzeugen ohne Transponder wird das Kraftfahrzeugkennzeichen fotografiert und die Rechnung an den Fahrzeughalter auf dem Postweg zugeschickt. Dies gilt auch für Fahrzeuge, die in anderen Ländern als Norwegen zugelassen sind. Im Ausland registrierte Fahrzeuge erhalten die Rechnung von Epass24. Alle ausländischen Fahrzeuge müssen die Euro-Klasse des Fahrzeugs und den Kraftstofftyp registrieren, damit die Mautgesellschaften entsprechend der Umweltklasse die Abbuchungen korrekt vornehmen. Erfolgt keine Registrierung, wird der höchste Preis berechnet.

## Obligatorischer Chip für alle schweren Gewerbefahrzeuge über 3,5 t
Alle Fahrzeuge aus dem In- und Ausland mit einem zulässigen Gesamtgewicht von über 3,5 t, die auf Unternehmen, den Staat, Verwaltungsbezirke oder Gemeinden zugelassen sind oder auf andere Art und Weise gewerblich genutzt werden, müssen bei sämtlichen Fahrten auf öffentlichen Straßen mit einem gültigen Mautchip ausgestattet sein, für den es einen gültigen Vertrag für die Zahlung von Mautgebühren in Norwegen gibt.
Die Einhaltung der geltenden Verordnung wird von Polizei, Zoll und Statens vegvesen überprüft. Bei einem Verstoß gegen die Vorschrift wird eine Gebühr von 8.000 Norwegischen Kronen fällig. Bei Wiederholung innerhalb von zwei Jahren erhöht sich die Gebühr auf 16.000 Norwegische Kronen. Die Gebühr ist innerhalb von drei Wochen zu zahlen – auch, falls Widerspruch eingelegt wird. Andernfalls erhöht sich die Gebühr um 50 % auf 12.000 oder 24.000 Norwegische Kronen.